# علم الأمراض العياني

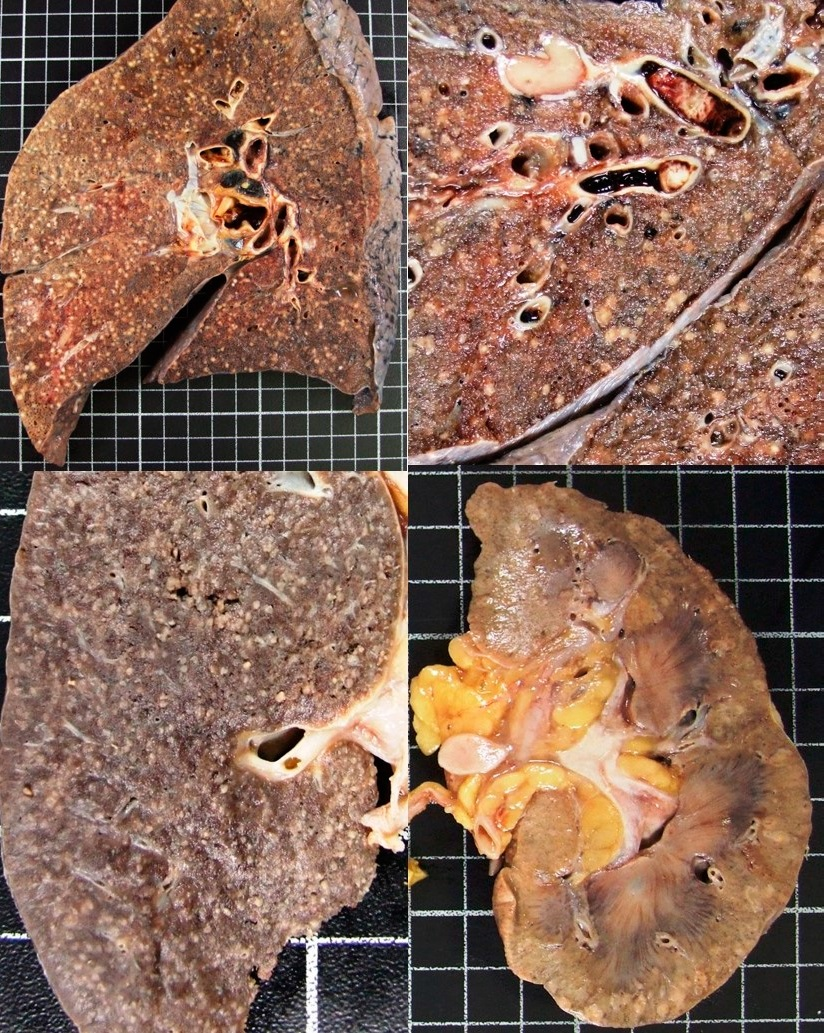

علم تجسيم الأمراض يشير إلى المظاهر المجهرية للمرض في الأعضاء والأنسجة وفي تجاويف الجسم. يستخدم أطباء التشريح هذا المصطلح للإشارة إلى النتائج المفيدة التي حصلوا عليها خلال إجراء الاختبار التشخيصي لمعالجة العينة الجراحية أو تشريح الجثة.
هذا العلم مهم في شرح منهجية المظهر الإجمالي للمرض، على سبيل المثال، في الورم الخبيث ينبغي معرفة وملاحظة الموقع، الحجم، الشكل والكثافة، وجود كبسولة، ومظهره في قطع تشريحي، وهل الورم مقيد بمكان معين أو ينتشر، متجانس أو متلون، كيسي أو نخري، متواجد في مناطق نزفية أم في مواقع حليمية.